# 勒克氏菌属
勒克氏菌属為肠杆菌目肠杆菌科的一属好氧或兼性厌氧发酵型革兰氏阴性杆菌。此属的模式种为非脱羧勒克氏菌(Leclercia adecarboxylata)，有A、B、C三型。
本属以法国细菌学家 H. Leclerc 的名字命名，他于1962年首次描述并命名了非脫羧埃希菌（Escherichia adecarboxylata），并为肠道细菌学做出了许多其他贡献。

## 下属物种
本属包括以下物种：
- 非脱羧勒克氏菌 Leclercia adecarboxylata (Leclerc 1962) Tamura et al. 1987
- Leclercia pneumoniae Hönemann et al. 2022
- Leclercia tamurae Maddock et al. 2023[2]